# Гетерогония
Гетерого́ния (от др.-греч. ἕτερος — «другой» и γονή — «поколение») — чередование двух различных половых поколений у животных (в отличие от чередования половых поколений с бесполыми — метагенеза).

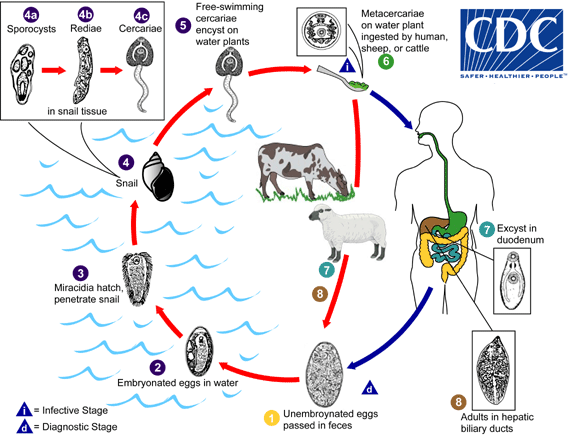
Схема жизненного цикла печёночной двуустки, представляющего собой типичный пример гетерогонии. Амфимиктическое поколение — марита — паразитирует в млекопитающих, а партеногенетические поколения — спороцисты и редии — паразитируют в гастроподах.

## Виды гетерогонии
Сменяющие друг друга поколения могут быть или одни раздельнополые, другие гермафродитные, или же одни поколения размножаются при участии двух полов, другие партеногенетически (яйца развиваются, не будучи оплодотворены самцом). Гетерогония встречаются в различных группах животного царства: у плоских и круглых червей, насекомых и ракообразных.
Простейшим случаем гетерогонии мы можем считать тот, когда у животного не наблюдается чередования двух различных поколений, но одно и то же животное сначала кладёт в течение какого-то времени яйца без участия самцов, а затем оплодотворённые яйца.

## Примеры
Примером, представляющим чередование гермафродитных поколений с раздельнополыми, может служить небольшой круглый червь Rhabdonema nigrovenosum; гермафродитное поколение этого животного паразитирует в лёгких лягушки; развивающиеся из яичек молодые черви переходят в кишечник лягушки и вместе с испражнениями попадают во влажную землю; здесь они быстро развиваются в самцов и самок. Яйца развиваются непосредственно в теле матери, и зародыши своими движениями разрушают его. Через отверстие рта лягушек они проникают в их лёгкие и развиваются в гермафродитное поколение.
У нематоды Alloionema appendiculatum может следовать друг за другом неопределённо длинный ряд свободно живущих поколений; но если случайно личинка попадёт в тело слизня Arion ater, то она развивается иначе, достигает гораздо большей величины и представляет некоторые существенные отличия в своём строении.
Второй вид гетерогонии распространён среди насекомых. Филлоксера (Phylloxera) представляет ряд бескрылых поколений, размножающихся партеногенетически, затем в жаркую пору года появляются крылатые, тоже партеногенетические поколения, которые кладут яйца двоякого рода; из этих яиц и развиваются самцы и самки. После оплодотворения самки кладут одно крупное зимующее яйцо, которое даёт начало новому ряду партеногенетических поколений.
Классическим примером описываемого размножения являются тли (Aphidae). У них в течение лета развивается ряд бескрылых или крылатых поколений, который без участия оплодотворения рождают живых детенышей. К осени на свет является раздельнополое поколение, происходит оплодотворение и откладываются зимние яйца. При благоприятных внешних условиях, например в теплицах, партеногенетическое размножение тлей может продолжаться несколько лет подряд, не сменяясь размножением при участии двух полов.
Гетерогония простейшего вида наблюдается у коловраток (Rotatoria) и у дафний. Неоплодотворённые яйца, так называемые летние, откладываются в тёплое время года и имеют тонкую нежную оболочку; оплодотворённые откладываются к осени при наступлении неблагоприятных внешних условий, покрыты толстой оболочкой и называются зимними. Нередко те и другие представляют резкие различия в своём развитии.